# Lysandra erilda
Lysandra erilda är en fjärilsart som beskrevs av Arthur Francis Hemming. Lysandra erilda ingår i släktet Lysandra och familjen juvelvingar. Inga underarter finns listade i Catalogue of Life.